# Ordre Taharot
 (mai 2020).
Si vous disposez d'ouvrages ou d'articles de référence ou si vous connaissez des sites web de qualité traitant du thème abordé ici, merci de compléter l'article en donnant les références utiles à sa vérifiabilité et en les liant à la section « Notes et références ».

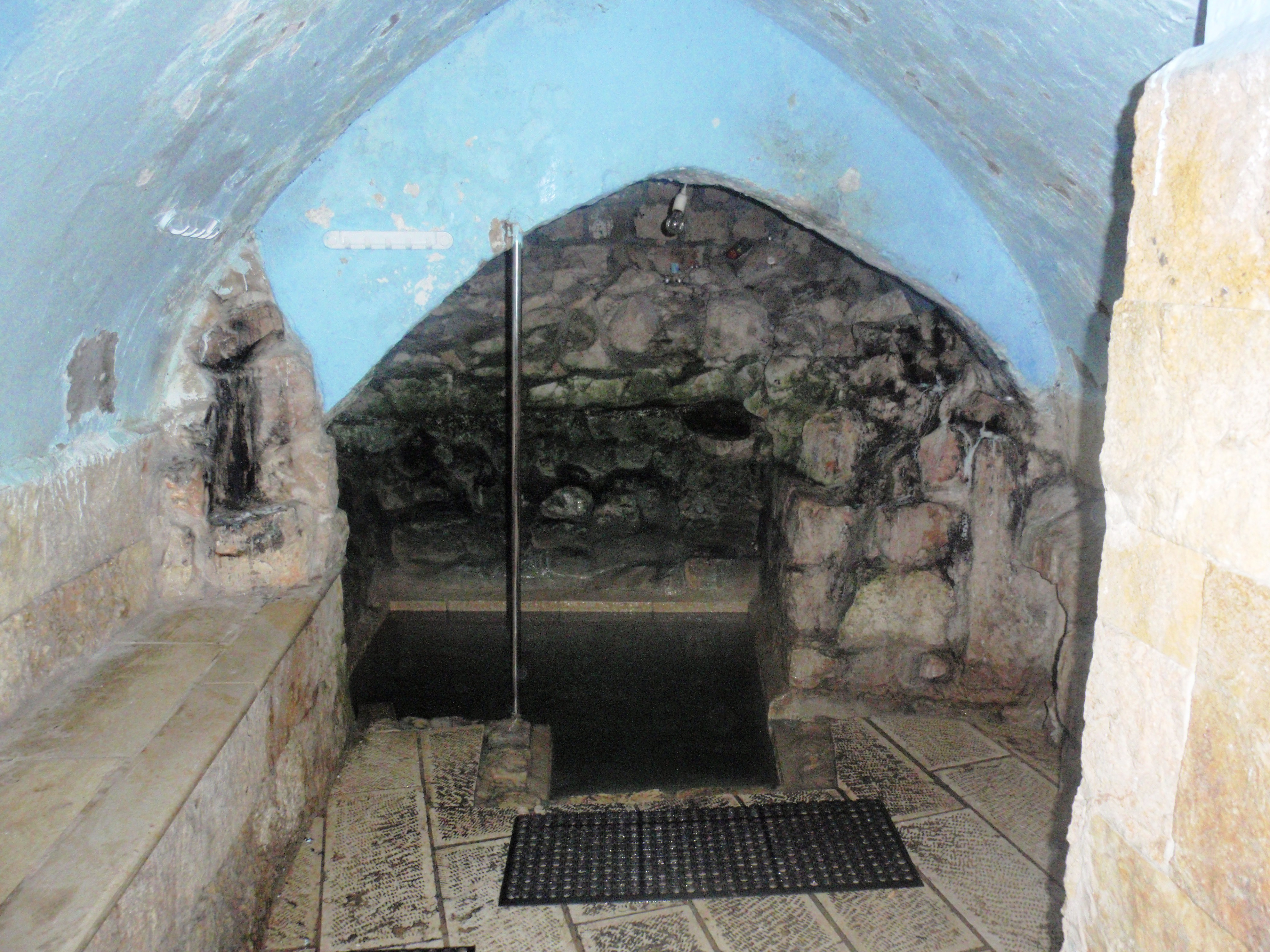
Le mikvé, puits d’eau soumis à des régulations spécifiques, est l’un des principaux procédés de purification en usage dans le judaïsme.

L'ordre Taharot (hébreu : סדר טהרות Seder Taharot, « ordre des puretés ») est le dernier des six ordres de la Mishna et du Talmud de Babylone. Il comprend douze traités et a pour objet les différentes formes et causes d’impureté selon la Loi juive ainsi que les moyens pour l’annuler.

## Objet de l’ordreTaharot
L’ordre Taharot regroupe les directives d'application des prescriptions bibliques concernant les types d’impuretés à reconnaître et éviter. Il résulte de la compilation des traditions orales des différents docteurs de la Loi ayant exercé avant la clôture de la Mishna, en 200 EC.
La pureté et l’impureté sont principalement abordées dans les sections Shemini, Tazria et Metzora du Lévitique ainsi que dans la section Houqat du Livre des Nombres. Bien que concernant au premier chef les prêtres affectés au culte dans le sanctuaire, elles s’étendent à l’ensemble des domaines de l’existence (alimentation, procréation etc.) et peuvent toucher ou être transmises tant par les êtres vivants que les habits, les récipients et les murs.

## Traités de l’ordre Taharot
L'ordre Taharot comporte douze traités dont l’ordre dressé par Moïse Maïmonide est le suivant :
1. Kelim  (כלים « ustensiles ») traite des degrés d’impureté et des objets susceptibles de les recevoir. Il s’agit, avec ses trente chapitres, du plus long traité de la Mishna.
2. Ohalot  (אוהלות « tentes ») traite de l’impureté des cadavres (le plus haut degré d’impureté) et de son extension au lieu où ils se trouvent.
3. Nega'im  (נגעים « plaies ») traite des marques laissées par la tzaraat (« lèpre ») qui peut, elle aussi, s’étendre au lieu dans lequel elle se manifeste.
4. Para  (פרה « vache ») traite du rituel de la vache rousse, seul capable de purifier de l’impureté des cadavres.
5. Taharot  (טהרות « puretés ») traite des formes d’impureté mineures dont les effets ne durent pas au-delà du coucher de soleil.
6. Mikva'ot  (מקואות « points d’eau ») traite des lois relatives aux points d’eau utilisables pour se purifier des formes d’impureté mineures.
7. Nidda  (נידה « isolement ») traite des règles de l'impureté liée à la menstruation, à la grossesse ou à la sexualité. Par définition, il ne concerne que les femmes mais joue un rôle de premier plan dans la pureté familiale.
8. Makhsirin (מכשירין « facteurs permettant ») ou Mashkim (משקים « liquides ») traite des liquides par lesquels la nourriture peut être rendue impure.
9. Zavim  (זבים « écoulements ») traite de l’impureté de personnes après une émission génitale, qu’il s’agisse de sperme ou d’une autre forme de gonorrhée.
10. Tevoul yom  (טבול יום « immergé du jour ») traite du statut des personnes qui se sont immergées dans un mikvé mais ne sont définitivement débarrassées de leur impureté qu’au soir, après le coucher du soleil.
11. Yadayim  (ידים « mains ») traite de la pureté des mains.
12. Ouktsin (עוקצין « tiges ») traite de l’impureté liée aux produits de la terre.